# Vuelta del Porvenir San Luis
La Vuelta del Porvenir San Luis (it. Giro del futuro San Luis) è una corsa a tappe maschile di ciclismo su strada che si svolge nella provincia di San Luis, in Argentina. Dal 2022 è inserita nell'UCI America Tour classe 2.2.

## Albo d'oro
Aggiornato all'edizione 2023.
| Anno | Vincitore                                    | Secondo                                      | Terzo                                        |
| ---- | -------------------------------------------- | -------------------------------------------- | -------------------------------------------- |
| 2020 | Sergio Omar Fredes                           | Fabio Duarte                                 | Walter Vargas                                |
| 2021 | annullato a causa della pandemia di COVID-19 | annullato a causa della pandemia di COVID-19 | annullato a causa della pandemia di COVID-19 |
| 2022 | Nicolás Tivani                               | Mauricio Quiroga                             | Aldemar Reyes                                |
| 2023 | Martín Vidaurre                              | Franklin Archibold                           | Nicolás Paredes                              |